# Овари (провинция)

Провинция Овари (показана красным цветом)

Провинция Овари (яп. 尾張国 — овари но куни, «страна Овари», яп. 尾州 — бисю, «провинция Овари») — историческая провинция Японии в регионе Тюбу в центре острова Хонсю. Соответствует западной части префектуры Айти.

## История
Провинция Овари была создана в VII столетии. Её административным центром был современный город Инадзава.
Издавна провинция была известна святилищем Ацута, в котором хранился меч Кусанаги — одна из трех священных реликвий императорского рода Японии.
У провинции Овари преобладал равнинный ландшафт. Река Кисо превратила местные грунты в одни из лучших в Японии. Именно высокая урожайность делала Овари привлекательной для многих японских власть имущих.
В XIII—XIV столетии провинция принадлежала роду Тюдзё, а с XV столетия перешла под контроль рода Сиба, советников сёгунов Муромати. В середине XVI столетия фактическая власть в Овари перешла к заместителям Сиба — роду Ода. Из последнего происходил знаменитый полководец, организатор объединения Японии, Ода Нобунага. Его верный генерал Тоётоми Хидэёси, который также был родом из Овари, завершил дело своего сюзерена, создав в 1590 году единое и централизованное японское государство.
В период Эдо (1603—1867) провинция Овари находилась под властью рода Токугава, боковой линии сёгунов Токугава из Токио. Резиденция этих провинциальных правителей находилась в замке Нагоя. В эту эпоху Овари славилась изготовлением фарфора, на что род Токугава имел в стране монополию.
В результате административной реформы 1872 года провинция Овари вошла в состав префектуры Айти.

## Уезды провинции Овари
- Айти (яп. 愛知郡)
- Кайсай (яп. 海西郡)
- Касугаи (яп. 春日井郡)
- Кайто (яп. 海東郡)
- Накасима (яп. 中島郡)
- Нива (яп. 丹羽郡)
- Тита (яп. 知多郡)
- Хагури (яп. 葉栗郡)
- Ямада (яп. 山田郡)

## Источник
- 『角川日本地名大辞典』全50巻、東京：角川書店、1987-1990 («Большой словарь японских топонимов Кадокава». В 50 томах, Токио: Кадокава сётэн, 1987—1990)